# 아말라이트 AR-10

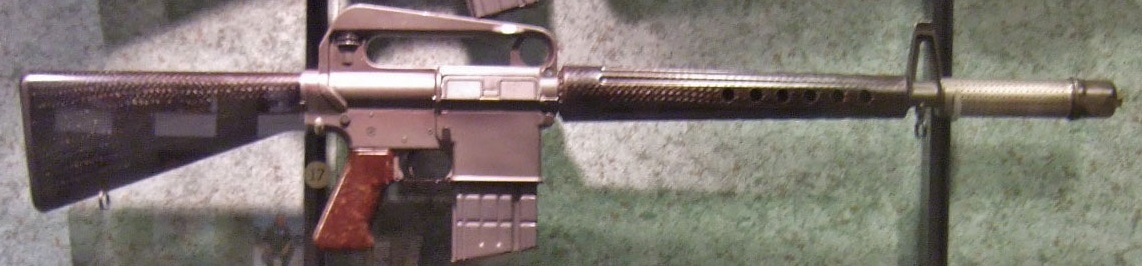
AR-10 전투소총

AR-10은 7.62 × 51 mm NATO 탄을 사용하는 전투소총이다. 유진 스토너에 의해 설계되었으며, 가스 직동식으로 동작한다.
미군 사격도중 총열이 과열해 폭발해서 미군이 정식채용하진 않았다.
AR-10은 AR-15(M16 소총)의 바탕이 된다.